# ایستگاه راه‌آهن دیوانا
ایستگاه راه‌آهن دیوانا یک ایستگاه کوچک در بخش پانیپات در ایالت هاریانا است که به روستای دیوانا خدمت ارائه می کند. این ایستگاه دارای یک سکو است که مسقف نیست و از امکاناتی نظیر آب و خدمات بهداشتی بی بهره است.